# Лудвиг I (Вюртемберг)
Лудвиг I (на немски: Ludwig I, * ок. 1119, † 1158) е от 1143 до 1158 г. първият от род Вюртемберги граф на Вюртемберг.

## Произход и наследство
Лудвиг I е син на Конрад II и на Хаделвиг. Заедно с брат му Емихо († ок. 1154) той е от 1134 до 1154 г. или от 1139 до 1154 г. в двора на крал Конрад III и на император Фридрих I Барбароса.
Лудвиг I е вероятно също фогт на канониците от Светия Гроб в манастир Денкендорф.
Последван е от Лудвиг II, вероятно негов син.